# غوست إن ذا شيل (مانغا)
غوست إن ذا شيل ويعرف في اليابان بأسم الفرقة المتنقلة المدرعة (باليابانية: 攻殻機動隊) مانغا سينن يابانية من تأليف ورسم ماساموني شيرو. صدرت المانغا لأول مرة في عام 1989 من نشر كودانشا، تدور القصة حول جهاز مكافحة الإرهاب الإلكتروني في الأمن العام القسم التاسع، الذي يقودة كوساناغي موتوكو في منتصف القرن 21 في اليابان.